# Hollywood - Ritratto di un divo
Hollywood - Ritratto di un divo è un musical ispirato alle leggendarie figure di Greta Garbo e John Gilbert, le cui vite si sono intrecciate alle soglie del cinema sonoro: lei stella in ascesa, lui noto attore del muto portato in scena nella stagione 1998-99.
Le musiche sono di Gianni Togni, i testi di Guido Morra, la regia di Giuseppe Patroni Griffi con gli arrangiamenti di Fabrizio Foschini,
Scene e Costumi di Aldo Terlizzi e le coreografie di Mariano Brancaccio.
I protagonisti sono Massimo Ranieri e la giovanissima Julka Bedeschi, affiancati da Gianluca Terranova nel ruolo di Meyer e Barbara Di Bartolo in quello di Ina Claire.
Gli altri interpreti del Musical sono: Roberto Bani, Heron Borelli, Gianni Testa, Pierpaolo Lopatriello, Luca Notari, Silvia Colloca, Simon La Rosa, Rita Cavallo, Stefano Onofri, Sergio Mancinelli, Rhuna Barduagni, Melania Giglio, Francesca Ferrato, Stefania De Francesco, Cecilia Frioni, Anna Vinci, Vittorio Madella, Francesca Borrelli, Erika Iacono, Giada nobile, Giorgia Bassano, Tiziana Lepore, Simone Mugnaini, Cristina Orsi.
I brani del musical sono stati pubblicati come doppio CD.